# ريناتو دي فيكي
ريناتو دي فيكي هو لاعب كرة قدم برازيلي، ولد في 7 فبراير 1989 في البرازيل.